# IJzeren Man (Eindhoven)
De IJzeren Man is een zandgat in het Eindhovense stadsdeel Tongelre, dat al meer dan een eeuw gebruikt wordt als zwembad. Het ligt ten zuiden van de Karpendonkse Plas.
De IJzeren Man werd omstreeks 1910 gegraven voor zandwinning ten behoeve van onder meer de aanleg van het nieuwe Station Eindhoven dat in 1912 werd geopend, en de spoorlijn Eindhoven-Weert, die in 1913 tot stand kwam. De naam is een verwijzing naar de graafmachine gebruikt voor de zandwinning. Deze excavateur werd in de volksmond de IJzeren Man genoemd.
De IJzeren Man werd vanaf 1917 in gebruik genomen als natuurzwembad. Het was een Gemeentelijke Zweminrichting met door een hekwerk streng gescheiden dames- en herenbad. Pas vele jaren later, na enige spontane actie van enkele badgasten waar een aantal agenten aan te pas kwam, werd vanaf 1954 de scheiding geleidelijk afgeschaft. Dit begon ermee dat de dames wel naar de herenkant mochten maar niet omgekeerd.
Later is de Zweminrichting geprivatiseerd. Anno 2023 is de bedrijfsnaam Natuurbad De IJzeren Man Eindhoven BV. Het familiezwembad beschikt over een zandstrand en er zijn recreatiemogelijkheden om bijvoorbeeld te waterfietsen en te roeien.